# Anastrepha pallens
Anastrepha pallens
 es una especie de insecto díptero que Daniel William Coquillett describió científicamente por primera vez en el año 1904.
Esta especie pertenece al género Anastrepha de la familia Tephritidae.